# برد تاوارس
برد تاوارس (انگلیسی: Brad Tavares؛ زادهٔ ۲۱ دسامبر ۱۹۸۷) ورزشکار هنرهای رزمی ترکیبی اهل ایالات متحده آمریکا است. وی از سال ۲۰۰۷ میلادی تاکنون مشغول فعالیت بوده‌است.